# Embryo (Botanik)

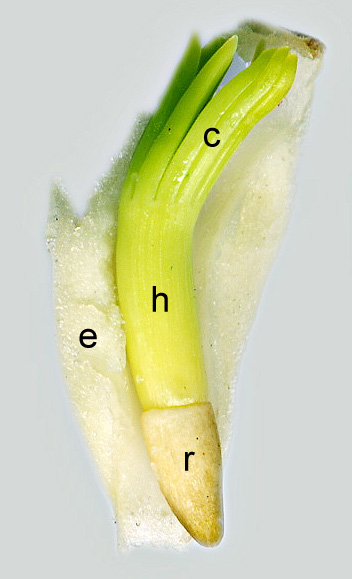
Embryo einer Zeder mit den Keimblättern (c), dem Hypokotyl (h) und der Radicula (r). Das Endosperm (e) ist ein Nährgewebe, das den Embryo umgibt.

Der Embryo oder Keimling ist bei Pflanzen der sich aus der befruchteten Eizelle (Zygote) entwickelnde Keim, der in seiner Entwicklungsphase noch von der Mutterpflanze ernährt wird. Alle Pflanzen, die einen Embryo bilden, werden als Embryophyta zusammengefasst. Bei den Samenpflanzen entsteht aus dem Pflanzenembryo später bei der Samenkeimung ein Sämling.

## Forschungsgeschichte
Die erste Beschreibung des pflanzlichen Embryos lieferte Giovanni Battista Amici im Jahre 1824. Er nahm an, dass der Embryo aus einem „Keimbläschen“ (Eizelle) im Embryosack hervorgeht und der Pollenschlauch, der in den Embryosack eindringt, die Entwicklung des Embryos nur anregt. Dagegen postulierte Matthias Jacob Schleiden 1836, dass der Embryo aus der Spitze des Pollenschlauchs hervorgeht. Beide Ansichten fanden weitere Befürworter, und es entspann sich eine rege Debatte, bis Wilhelm Hofmeister in mehreren Publikationen von 1847 bis 1861 zur allgemeinen Überzeugung darlegte, dass Amicis Interpretation korrekt sei. Erst 1884 beschrieb Eduard Strasburger die Verschmelzung des Pollenschlauchs mit dem Embryosack (Syngamie) und widerlegte damit sowohl Amicis als auch Schleidens Hypothese.

## Verschiedene Typen

Entwicklung des Embryos einer Zweikeimblättrigen Pflanze: 1) Endosperm 2) Zygote 3) Embryo 4) Suspensor 5) Kotyledonen 6) Sprossapikalmeristem 7) Wurzelapikalmeristem 8) Radicula 9) Hypokotyl 10) Epikotyl 11) Samenschale
Phase I – Zygotenstadium nach der doppelten Befruchtung. Phase II – Proembryostadium: die Zygote teilt sich in den Proembryo und den Suspensor. Phase III – Kugelstadium. Phase IV – Herzstadium. Phase V – Torpedostadium: die Radicula nimmt eine Torpedoform an. Phase VI – Krückstockstadium: reifer Embryo.

Bei den Moosen und Farnen entwickelt sich der Embryo kontinuierlich weiter. Bei den Samenpflanzen legt der Embryo im reifen Samen ein Ruhestadium ein, ist also deutlich gegen andere Wachstumsstadien abgrenzbar. Die Entwicklung des Embryos von der Zygote bis zur endgültigen Gestalt im Samen heißt Embryogenese oder Embryogenie.
Nach der Orientierung unterscheidet man zwei Typen:
- endoskope Embryonen haben einen Sprosspol, der nach innen gerichtet ist. Sie kommen bei den Samenpflanzen und den meisten Farnpflanzen vor.
- Bei exoskopen Embryonen wird die nach innen gerichtete Zelle zum Fuß, die äußere entwickelt sich zum Sprosspol und weiter zum Sporangium. Exoskope Embryonen kommen bei den Moosen und den Schachtelhalmen vor.

## Aufbau bei den Samenpflanzen
Der fertige Embryo besteht bei den Samenpflanzen in der Regel aus folgenden Teilen:
- Der Suspensor schiebt den sich entwickelnden Embryo von der Mikropyle in das Nährgewebe (Endosperm) hinein. Die Verbindung zwischen Suspensor und eigentlichem Embryo besteht aus einer oder mehreren Zellen und heißt Hypophyse. Im reifen Samen sind Suspensor und Hypophyse meist nicht mehr erkennbar.
- Die Kotyledonen oder Keimblätter liegen in unterschiedlicher Zahl vor.
- Das Hypokotyl ist der Sprossabschnitt, der die Keimblätter mit der Keimwurzel verbindet.
- Das Epikotyl ist der Sprossabschnitt, der zwischen den Keimblättern und den nächstfolgenden Blättern, den Primärblättern, liegt.
- Die Radicula oder Keimwurzel, die Wurzelanlage.
- Die Plumula (Sprossknospe) liegt zwischen den Keimblättern bzw. neben dem einzigen Keimblatt und ist das Achsenmeristem mit den ersten Blattanlagen.

## Polyembryonie
Bei Samenpflanzen mit mehreren Archegonien pro Samenanlage können sich auch mehrere Embryonen entwickeln (polyzygotische Polyembryonie). Meist entwickelt sich jedoch nur einer davon zum reifen Embryo, sodass der reife Samen nur mehr einen Embryo beinhaltet.